# Johann Fust
Johann Fust, né vers 1400 à Mayence, en Saint-Empire romain germanique et mort le 30 octobre 1466, à Paris, est un marchand et banquier. Il a financé les travaux d'imprimerie de Gutenberg et de Peter Schoeffer.

## Biographie
Il est issu d'une riche famille bourgeoise de Mayence. Son frère Jakob est un membre influent de la guilde des orfèvres et deviendra maire de la ville.

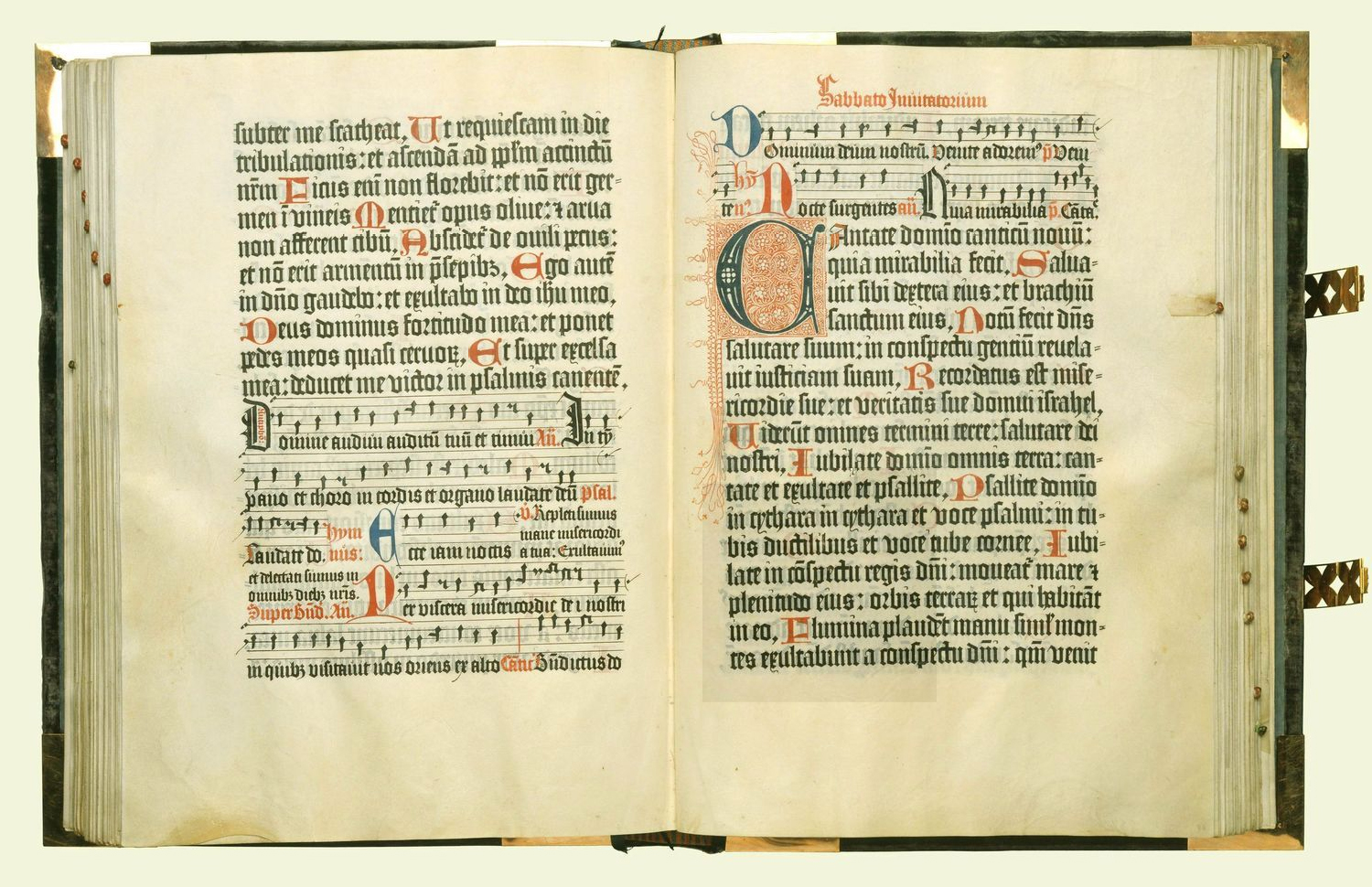
Pages du Psautier de Mayence.

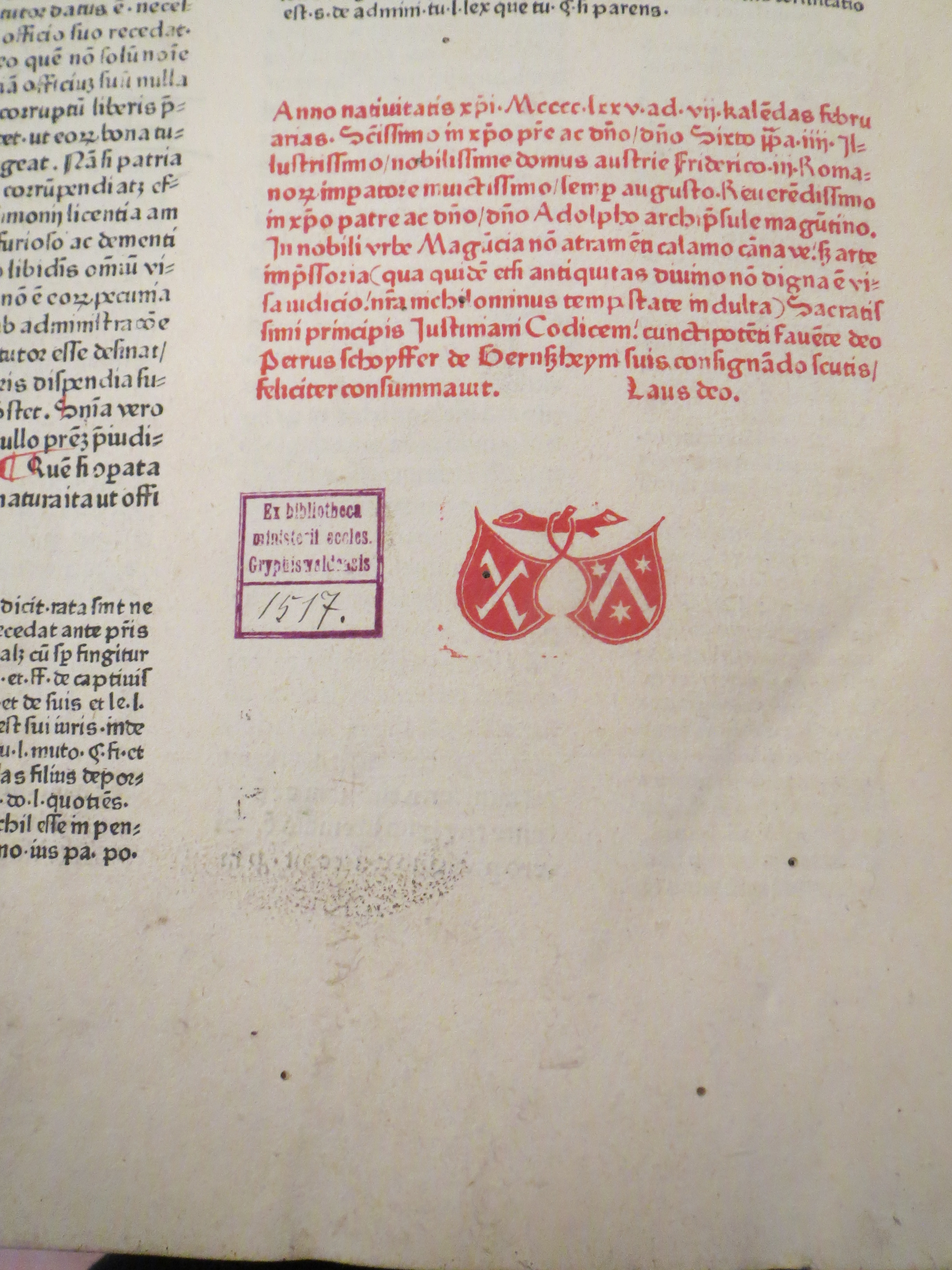
Colophon d'un ouvrage imprimé par Fust et Schoeffer, avec la marque typographique de cet imprimeur.

Fust a permis la mise au point de l'imprimerie en fournissant des fonds à Gutenberg, qui avait déjà fait les premiers essais à Strasbourg, avec des caractères sculptés et mobiles, avant de s'installer à Mayence. En 1450, le marchand prospère qu'est Johann Fust s'associe à Gutenberg, alors en train de développer l'imprimerie à caractères mobiles en métal et lui prête 800 florins ; il lui fait un autre prêt de 800 florins en 1452.
Gutenberg est alors engagé dans l'impression de sa fameuse Bible, mais les travaux n'avancent que très lentement. En 1455, la Bible est terminée et Fust exige le remboursement de la dette. Comme Gutenberg n'est pas capable de payer, Fust le poursuit en justice. À la suite du jugement du tribunal, rendu en novembre 1455, Gutenberg doit lui abandonner son matériel d'imprimerie en contrepartie.
Entre 1450 et 1455, Gutenberg avait comme apprenti Peter Schoeffer, qui était scribe de profession. Comme Schoeffer a témoigné en faveur de Fust lors du procès que ce dernier intenta à l'imprimeur en 1455, on a imaginé qu'il avait des liens assez étroits avec Fust. Alix Christie suppose même que Schoeffer était le neveu de Fust et que celui-ci, qui l'avait élevé comme son fils lorsqu'il était devenu orphelin, l'avait imposé comme apprenti à Gutenberg afin de surveiller le développement d'une invention dans laquelle il avait beaucoup investi.
Fust s'associe à Schoeffer après la rupture de son association avec Gutenberg. Schoeffer met alors au point les poinçons et les matrices à l'aide desquels l'imprimerie est portée à sa perfection. Le premier fruit de ce nouveau procédé, qui constitue l'origine du véritable art typographique, est le Jurandirationale divinorum officiurum, que Fust et Schoeffer publièrent en 1459, et qui fut suivi, l'année d'après, du Catholicon Joannis Januensis.
Parut ensuite la Bible de 1462, si recherchée des amateurs de raretés typographiques. Ces trois ouvrages furent précédés de deux éditions du Psautier de Mayence par les mêmes artistes. Ces deux éditions du Psautier, si rares, sont des chefs-d'œuvre de typographie qui étonnent les gens de l'art, tant par la hardiesse, la propreté et la précision avec laquelle l'industrieux Schoeffer en a taillé les caractères, qui imitent la plus belle écriture du temps, que par la beauté et l'élégance des lettres initiales imprimées par rentrées de trois couleurs, bleu, rouge et pourpre, à la manière des camaïeux, et par la justesse et la netteté de l'impression.
Lors d'une foire à Paris en 1463, alors qu'il présentait une de ses bibles, Fust aurait été pourchassé par des scribes qui l'accusaient de casser les prix. Il meurt lors d'un second voyage à Paris en 1466, probablement atteint de la peste qui, cette même année, enleva 100 000 habitants à la capitale pendant les mois d'août et de septembre. 
Sa fille Christina, née en 1445, épousera Peter Schoeffer en 1466. Ils auront quatre enfants et fonderont une dynastie d'imprimeurs qui s'étendra sur quatre générations.

## Littérature
Johann Fust est mis en scène par l'écrivain genevois Jacques Aeschlimann dans sa pièce Guten Tag, Gutenberg ! représentée pour la première fois en 1956.